# فيليبو تيسكيوني
فيليبو تيسكيوني (بالإيطالية: Filippo Tiscione)‏ (26 يوليو 1985 بباليرمو في إيطاليا - ) هو لاعب كرة قدم إيطالي في مركز الهجوم. لعب مع SSD Savoia 1908 FC ‏.

## روابط خارجية
- فيليبو تيسكيوني على موقع قاعدة بيانات كرة القدم.إي يو (الإنجليزية)
- فيليبو تيسكيوني على موقع Soccerway.com (الإنجليزية)